# Искусство разделки туш: Джозеф Листер пытается изменить ужасный мир викторианской медицины
Искусство разделки туш: Джозеф Листер пытается изменить ужасный мир викторианской медицины (англ. The Butchering Art: Joseph Lister's Quest to Transform the Grisly World of Victorian Medicine) — историко-документальная книга Линдси Фицхаррис, изданная в 2017 году, в которой обсуждается эволюция медицины викторианской эпохи с 1840-х по 1870-е годы, а также то, как хирург Джозеф Листер произвёл революцию в хирургической практике, чтобы снизить чрезвычайно высокий уровень смертности в тот период. Книга, опубликованная издательством Farrar, Straus and Giroux 17 октября 2017 года, включает в себя графические описания операционных и грязных условий в больницах и других учреждениях того времени. Книга получила премию PEN/E. O. Wilson Literary Science Writing Award 2018 года и вошла в шорт-лист премий Wellcome Book Prize 2018 года и Wolfson History Prize 2018 года.

## Содержание
Книга разделена на пролог, одиннадцать глав и эпилог. В прологе даётся общий обзор этого периода как «эпохи агонии», которая приближалась к концу благодаря появлению Джозефа Листера. Каждая последующая глава охватывает продолжающуюся историю жизни Листера с самого детства, перемежаясь зарисовками с другими событиями и рассказами о медицинской профессии того периода. Освещение жизни Листера во многом основано на использовании Фицхаррис его личных писем и представленных в них сведений о его деятельности и мыслительных процессах.
Пролог исторического отчёта начинается в 1846 году, когда Роберт Листон провёл первую хирургическую операцию с использованием анестезии, а также рассказал о том, как нахождение пациента без сознания значительно увеличило возможности хирургов завершать операции и обеспечивать выживание пациентов. Затем действие переносится в детство Листера и его увлечение работами его отца, Джозефа Джексона Листера, в области оптики и разработки микроскопа. Принеся в университет микроскоп своего отца и используя его для микроскопического исследования тканей, он создал новые способы лечения хирургических ран в надежде уменьшить послеоперационные инфекции. Другие учёные, такие как Оливер Уэнделл Холмс-старший и Игнац Земмельвайс, также совершили прорыв в понимании того, как микроорганизмы приводят к болезням. Открытие Листером в 1864 году работы Луи Пастера о причинах гниения привело к тому, что он в конечном итоге ввёл в практику антисептики, используя аэрозоли карболовой кислоты. Его методология подверглась критике со стороны ряда других представителей научного сообщества, однако успешное лечение королевы Виктории в 1871 году привело к широкому распространению его методов антисептики, которые он официально представил на Международном медицинском конгрессе 1876 года.

## Критика
В рецензии для NPR автор Женевьева Валентайн описала книгу как «в равной степени тошнотворный очерк викторианской медицины и тихую историю о жизни, проведённой в борьбе за научный прогресс», и, несмотря на то, что это узкоспециализированная тема, предположила, что «есть что-то жизненно важное в книге об ужасах, которые все воспринимают как издержки ведения дел, и о важности настойчивости в достижении результатов». Дженнифер Сениор из New York Times раскритиковала книгу, назвав её «неидеальной первой попыткой, которая сильнее в начале, чем в конце, и немного обыденной, когда не выходит за рамки причудливости». Но она также отметила, что история, рассказанная в книге, «вызывает непреходящее очарование», поскольку в ней затрагивается концепция о том, что врачи, вскрывающие тела нечистыми инструментами и руками, причиняют вред своим пациентам. Эта концепция настолько проста и понятна, что даже сама идея её возникновения кажется сложной. В рецензии для The Guardian Венди Мур написала, что, несмотря на то, что предметом повествования является «герой поневоле», который в противном случае мог бы привести к скучной истории, Фицхаррис «умело справляется с этой опасностью, освещая характеры и идеи того времени» наряду с «уделением внимания мрачным деталям, интуитивным образам и комическому потенциалу», что придаёт Листеру более глубокую индивидуальность.
Агнес Арнольд-Форстер из журнала Reviews in History в рецензии отнеслась к книге двояко. С одной стороны, она считала книгу «увлекательным чтением», которое «искусно разворачивает повествовательное напряжение» от главы к главе, формируя произведение, которое заинтересует широкую общественность и расскажет ей об этом периоде истории. Однако с научной точки зрения книга часто преувеличивает в своих описаниях Листера и имеет тенденцию «скатываться к льстивости», поскольку некоторые из её утверждений о медицинском сообществе того времени и принятии идей, основанных на микробах, которые уже входили в моду в 1850-х годах, противоречат другим современным исследованиям Кристофера Лоуренса, Майкла Брауна и Ричарда Дикси. Мартин Эдвардс в British Journal of General Practice выразил пожелание, чтобы к ужасающим описаниям были добавлены некоторые иллюстрации, и указал, что некритическая история жизни Листера, а также выводы о том, что он предвосхитил микробную теорию, были бы неприятны некоторым историкам. Тем не менее, он назвал книгу «забавной, увлекательной, лёгкой для чтения и не предполагающей никаких предварительных исторических знаний» для читателей, которая в целом «заслуживает места у постели любого врача, интересующегося восхитительной игрой, полной гноя и крови».
Publishers Weekly включило «Искусство разделки туш» в число своих особых избранников и в десятку лучших научных книг года, отметив, что книга Фицхаррис «наполняет её вдумчивое и тонко продуманное исследование этой революции тем же чувством удивления и сострадания, которое сам Листер испытывал к своим пациентам». Джон Дж. Росс из Wall Street Journal назвал книгу «огромным достижением — захватывающей историей, рассказанной с живостью», которая успешно возвращает «этого забытого поборника доказательной медицины на центральное место в истории медицины». Хотя он также отмечает, что Фицхаррис «иногда нечётко излагает информацию в клинических вопросах», например, описывая лимфому Ходжкина как редкое заболевание, и что в книге избегается упоминание каких-либо негативных аспектов Листера, таких как его сексизм по отношению к студенткам-медикам. Тилли Тэнси в журнале Nature охарактеризовала книгу как «хорошо исследованную и написанную с воодушевлением», а также как «прекрасное чтение, полное ярких деталей», хотя также отметила, что Фицхаррис «позволяет себе некоторую вольность в умозрительных разговорах, мыслях и эмоциях, а несколько анахронизмов раздражают». В «Social History of Medicine» Энн Кроутер резко раскритиковала книгу, заявив, что она «хорошо следует карьере Листера, но слабее в историческом контексте, поддаваясь популярному историческому поиску «цвета» любой ценой», включая обобщения истории, которые приводят к неточностям и дезинформации, в том числе к ложной атрибуции цитат и статистическому исчислению. Это, добавила она, а также то, как специализированные больницы и другие медицинские работники представлены в тот период по сравнению с Листером, оставит у читателей «очень старомодный взгляд на предмет», который не соответствует современной науке.